# 達米盎神父
達米盎神父（荷蘭語：Pater Damiaan，1840年1月3日—1889年4月15日）本名為若瑟·德弗斯特爾（Jozef De Veuster），天主教神父及耶穌聖母聖心會會士，也是天主教聖人。因在夏威夷群島的莫洛凯岛痲瘋病人社群推動公益活動而聞名。

## 生平

### 早年生活
達米盎出生于比利时的弗拉芒布拉班特省的一個小康務農家庭，在家中小孩中排行老七，扣除一個夭折的妹妹，他是家裡的小孩中最小的一個，出生後他的領洗聖名為若瑟。他的家庭為一個傳統且虔誠的天主教家庭，除他以外他有兩個姊姊一個兄長都進入了修會獻身於宗教。受到加入位於巴黎的耶穌聖母聖心會後取名為潘費羅（法語：Pamphile）的兄長奧古斯特的影響，1859年2月2日他也加入了兄長所屬的耶穌聖母聖心會，並接受了神職人員的訓練，並取會名為達米盎。

### 神職生涯
不像他的兄長是在受過足夠的學業後才進入修會，達米盎並未受過足夠的教育就急著進入修會，在當年缺乏拉丁文基礎的他並不被接受成為神父。因此原先他只打算成為一個祭壇修士。
然而在他的初學修士期間，由於他的勤學使他的拉丁文突飛猛進，加上他的兄長的推薦與安排。達米盎終於得以獲得成為神父的機會。
1861年還是修士的他在兄長奧古斯特因病而無法接受修會派往夏威夷群岛传教的任務時，自願替代兄長前往海外傳教。在經過長時間的籌畫與海上的航行後他終於在1864年到達檀香山。

### 前往莫洛凯岛
1873年，在他的请求下，被派往麻风病患者聚居的莫洛凯岛。这一项使命是有去无回的。他在岛上传教、护理和安慰麻风病人，以及安葬死者。1884年，他被传染上麻风病，然而他继续进行传教事业，直到1889年4月15日病死于岛上。

### 封聖
1995年6月4日，教宗若望保祿二世在比利時舉行隆重典禮，宣布達米盎神父為真福。2009年10月11日，真福達米盎神父被教宗本笃十六世封圣，成爲天主教聖人。
1999年，達米盎神父的故事被搬上银幕，片名《莫洛凱：達米盎神父的故事》。

### 引用
1. ↑  愛德華·布里昂. . 田軍. 光啓社. 2012年.，中文版附加了由中國痲瘋服務協會所編著的痲瘋病介紹與台灣的漢生病相關歷史

## 延伸閱讀
- Farrow, John. Damien the Leper. (first edition 1937; latest edition 1998) ISBN 978-0-385-48911-9
- Bunson, Margaret; Bunson, Matthew. . Huntington, Indiana: Our Sunday Visitor, Inc. 2009. ISBN 978-1-59276-610-9.
- Edmond, Rod. . Cambridge Social and Cultural Histories 8. Cambridge University Press. 2006. ISBN 0-521-86584-0.
- Gould, Tony. . Macmillan. 2005. ISBN 0-312-30502-8.
- Michaels, Barry. . Boston: Pauline Books & Media. 2009. ISBN 0-8198-7128-1.[永久]

## 外部連結
- Saint Damien of Molokai
- Kalaupapa National Historic Park （页面存档备份，存于） – about the human and natural community of Father Damien's work